# Казаткульский сельсовет
Казаткульский сельсовет — сельское поселение в Татарском районе Новосибирской области Российской Федерации.
Административный центр — село Казаткуль.

## История
Статус и границы сельского поселения установлены Законом Новосибирской области от 2 июня 2004 года № 200-ОЗ «О статусе и границах муниципальных образований Новосибирской области»

## Население
| 2002 | 2010  | 2012  | 2013 | 2014 | 2015 | 2016 |
| ---- | ----- | ----- | ---- | ---- | ---- | ---- |
| 1519 | ↘1032 | ↘1002 | ↘971 | ↘966 | ↘958 | ↗964 |
| 2017 | 2018  | 2019  | 2020 | 2021 |      |      |
| ↘941 | ↘932  | ↗938  | ↘897 | ↘874 |      |      |

## Состав сельского поселения
| № | Населённый пункт  | Тип населённого пункта       | Население |
| - | ----------------- | ---------------------------- | --------- |
| 1 | Казаткуль         | село, административный центр | ↘465      |
| 2 | Лебяжье           | деревня                      | ↘67       |
| 3 | Новоалександровка | деревня                      | ↘210      |
| 4 | Успенка           | село                         | ↘290      |